# Hôtel Narychkine
L'hôtel Narychkine (Особняк Трубецких-Нарышкиных) est un hôtel particulier situé 29 rue Tchaïkovski (Saint-Pétersbourg), autrefois rue Saint-Serge, dans le centre-ville historique. Il s'agit d'un monument protégé qui est surtout connu depuis que l'on y a trouvé un trésor en 2012.

## Histoire
C'est en 1779-1780 qu'est construit cet hôtel particulier sans étage qui nécessite 438 200 briques et 2 512 barils de chaux (de 20 pouds chacun). Son premier propriétaire est le général Abraham Hannibal (arrière-grand-père maternel de Pouchkine) ; ses fils Pavel et Ivan y demeurent aussi. C'est ce dernier qui en hérite ensuite. 
Au fil du temps, l'hôtel particulier appartient au sénateur Neplouïev, puis après sa mort en 1823 à sa fille Maria, épouse du lieutenant Engalytchev. En 1855, il est acheté par le prince Pierre Troubetskoï (1826-1880) et son épouse, née princesse Élisabeth Bielosselskaïa-Bielozerskaïa (1832-1907). Ce sont eux qui en 1855-1856 font remanier l'hôtel par Harald von Bosse, puis il est encore réaménagé en 1875-1876 par l'architecte Robert Gödicke (de) : il est agrandi, le jardin est anéanti tandis que les façades et l'intérieur sont refaits.
Après la mort du prince Troubetskoï, le nouveau propriétaire est le prince Vassili Narychkine, fonctionnaire au ministère des Affaires étrangères. Après sa mort, son fils aîné Alexandre en hérite. Enfin son dernier propriétaire est le lieutenant des hussards de la garde de S.M.I., Sergueï Sergueïevitch Somov, combattant de la Première Guerre mondiale, puis de la Guerre civile russe. Il était l'époux de Nathalie Vassilievna Narychkine, fille de l'ancien propriétaire de cet hôtel particulier.
Aujourd'hui, l'hôtel n'est plus habité. Le centre international de sauvegarde du patrimoine culturel de Saint-Pétersbourg devrait s'y installer.

## Le trésor découvert en 2012
À la fin du mois de mars 2012, des ouvriers découvrent au cours de travaux qui mettent à découvert une partie du plancher entre le premier et le deuxième étage de l'aile une cache de 6 m2. Son contenu appartenait aux Narychkine qui avaient fui la révolution d'Octobre 1917. Les objets sont enveloppés dans des journaux datés de l'automne 1917, ce qui indique bien leur provenance. On y trouve plus de deux mille objets, parmi eux des ordres militaires de l'Empire russe, un service et des surtouts de table de l'orfèvre Sazikov, cinq autres services d'argent ou de vermeil, de l'argenterie et nombre d'autres pièces remarquables,. La valeur de l'argenterie exposée à Tsarskoïe Selo est estimée à 2,6 millions d'euros et son poids de 400 kg.
L'on peut découvrir une partie de ce trésor au musée de l'Ermitage et au musée de Tsarskoïe Selo.